# Scott Matthew
Ne doit pas être confondu avec Scott Matthews.
Scott Matthew est un chanteur compositeur australien né à Queensland. Il a été membre du groupe Elva Snow de 2001 à 2006. Il sort son premier album solo en 2008 et vit désormais à Brooklyn aux États-Unis. En 2013, il sort Unlearned, un album de reprises.

## Discographie
- 2008 : Scott Matthew, par Scott Matthew (Glitterhouse Records)

1. Amputee 	- 1:52
2. Abandoned 	- 3:58
3. Prescription 	 - 2:46
4. Ballad Dear 	- 4:10
5. Little Bird 	 - 2:29
6. Laziest Lie 	 - 3:48
7. Upside Down 	 - 3:19
8. Habit 	 - 3:37
9. In The End 	 - 3:14
10. Surgery 	 - 2:23
11. Market Me To Children 	 - 3:33

- 2011 : Best of Scott Matthew, Glitterhouse Records[2].
- 2013 :Unlearned, Glitterhouse Records[3]